# 韋塞萊 (巴什坦卡區)
47°22′0″N 33°3′48″E / 47.36667°N 33.06333°E
韋塞萊（烏克蘭語：Веселе）是烏克蘭南部的村莊，由尼古拉耶夫州巴什坦卡區的貝雷茲內胡瓦泰市鎮負責管轄。該村始建於1929年，面積0.83平方公里，海拔高度79米，2001年人口325，人口密度每平方公里391.6人。